# Keigo Yamamoto
Keigo Yamamoto (jap. 山本 圭吾, Yamamoto Keigo; * 4. Februar 1936 in der Präfektur Fukui, Landkreis Asuwa; † 29. Januar 2025) war ein japanischer Multimedia- und Videokünstler.

## Leben und Werk
Keigo Yamamoto wurde 1936 in Fukui geboren und studierte an der Universität Fukui, wo er 1958 den Abschluss machte. Von 1990 bis 2000 lehrte Yamamoto an der Kunsthochschule Musashino in Kodaira und war danach sieben Jahre lang Professor an der Kyoto Seika University in Kyoto.
Seit 1955 gehörten Malerei, Bildhauerei, Fotografie, Lichtkunst und Performance zu den Gebieten der Kunst, in denen er tätig war. 1968 fing er an, sich als Videokünstler einen Namen zu machen.
Bekannte Werke von ihm sind: Communication Video Game Installation sogenannte Communication and Art in 1971, Recognition Gap of an Act von 1977.
Die Ausstellung From Tokyo to Fukui and Kyoto Video Exhibition, bei der er teilnahm, wurde in 36 Städten und sechs Ländern gezeigt.

## Gruppenausstellungen (Auswahl)
- 1975: Biennale von São Paulo, Sao Paulo
- 1977: documenta 6, Kassel
- 1982: 4. Biennale of Sydney
- 1984: 41. Biennale von Venedig
- 1986: New Video:Japan Museum of Modern Art, New York City, New York
- 2009: 14th Art Film Festival at Aichi, Japan